# Densbüren
Densbüren (schweizertyska: Däischbere) är en ort och kommun i distriktet Aarau i kantonen Aargau, Schweiz. Kommunen har 771 invånare (2023). I kommunen finns även orten Asp.